# Crossroad (奥井雅美のアルバム)
『crossroad』（クロスロード）は、奥井雅美の8枚目のアルバム。2002年9月4日にキングレコードから発売された。

## 背景
- 前作『DEVOTION』から約1年ぶりのリリースとなるオリジナルアルバムで[1]、本作から本人によるセルフプロデュースとなり、スターチャイルドを離れキングレコードのポップス部署に移籍した。

## 制作
- スターチャイルドに在籍していた当時から希望していた、スタジオミュージシャンにレコーディングに参加してもらいたいという希望が反映された形となり、本作制作中にかつて奥井のプロデューサーであった矢吹俊郎に連絡を取ったことが自叙伝『雅 MIYABI』に述べられている。その際、セルフプロデュースをしてみてPro Toolsの必要性が理解できたということを矢吹に伝えたという。

## ディスクジャケット
- ジャケット写真は、東京の渋谷駅付近で撮影された。

## コンサートツアー
本作を引っ提げたコンサートツアー『okui,masami concert tour 2002 crossroad』が2002年10月に行われた。日程は、以下の通り。
| 日程           | 都道府県 | 会場                       |
| -------------- | -------- | -------------------------- |
| 2002年10月12日 | 大阪府   | 大阪厚生年金会館芸術ホール |
| 2002年10月14日 | 愛知県   | 名古屋アートピアホール     |
| 2002年10月26日 | 東京都   | 中野サンプラザ             |

## 収録曲
| #         | タイトル                   | 作詞                  | 作曲       | 編曲               | 時間  |
| --------- | -------------------------- | --------------------- | ---------- | ------------------ | ----- |
| 1.        | 「スクランブル」           | 奥井雅美              | 奥井雅美   | Monta              | 5:24  |
| 2.        | 「ラブロケットniなって」   | 奥井雅美              | 奥井雅美   | Monta              | 4:41  |
| 3.        | 「君と僕にできること」     | 奥井雅美              | 奥井雅美   | YAMACHI            | 4:42  |
| 4.        | 「HAPPY PLACE」            | 奥井雅美              | 奥井雅美   | D.R.Y              | 4:11  |
| 5.        | 「strawberry fields」      | 奥井雅美              | 奥井雅美   | Monta              | 5:17  |
| 6.        | 「stillness」              | 大友ジュン & 奥井雅美 | 大友ジュン | YAMACHI            | 5:21  |
| 7.        | 「mission」                | 奥井雅美              | Monta      | Monta              | 4:41  |
| 8.        | 「NECESSARY」              | 奥井雅美              | 奥井雅美   | 安田尊行 & HAYA10  | 4:44  |
| 9.        | 「be free」                | 奥井雅美              | Monta      | 鈴木‘Daichi’秀行   | 4:51  |
| 10.       | 「bird」                   | 奥井雅美              | 山田貢司   | D.R.Y              | 4:44  |
| 11.       | 「high high high」         | 奥井雅美              | Monta      | Monta              | 4:14  |
| 12.       | 「いいわけ」               | 奥井雅美              | 奥井雅美   | YAMACHI            | 4:39  |
| 13.       | 「眠れない夜がくれたもの」 | 奥井雅美              | 奥井雅美   | エスカーゴ & Monta | 3:48  |
| 合計時間: | 合計時間:                  | 合計時間:             | 合計時間:  | 合計時間:          | 61:17 |

## 参加ミュージシャン
| スクランブル - Programming : Monta & 前田雄吾 - Guitars : Monta - Bass : 山田貢司 - Chorus : 奥井雅美 - Chatters : NICOLE SCHAFER, ROXANNE GWYN, ANNA LEYDEN ラブロケットniなって - Programming : Monta & 前田雄吾 - Guitars : Monta - Bass : YASU KIMIWADA - Chorus : 奥井雅美 - Countdown : PEPE NO SOCKS 君と僕にできること - Programming & Guitars : YAMACHI - Bass : MACHIDA - Chorus : 奥井雅美 & 大友ジュン HAPPY PLACE - Drums & Percussion : 大沢一彦 - Guitars : YAMACHI - Bass : 山田正人 - Organ & Piano : 杉山卓夫 - Sax : 竹上良成 - Chorus : 奥井雅美 strawberry fields - Drums : woods - Guitars : Monta - Ac guitars : 日高恵一 - Bass : 工藤緑矢 - Percussion & Chorus : 奥井雅美 Woods from 裏表コイン stillness - Programming, Guitars & Bass : YAMACHI - Chorus : 奥井雅美 | mission - Programming : Monta & 前田雄吾 - Ac guitars : 日高恵一 - Chorus : 奥井雅美 NECESSARY - Programming : 安田尊行 & HAYA10 - Guitars : 加納望 - Chorus : 奥井雅美 be free - Programming, Guitars & Bass : 鈴木‘Daichi’秀行 - Chorus : 奥井雅美 - Chekiracyo : Lamp Biscuits bird - Programming & Keyboards : 前田雄吾 - E & Ac guitars : 日高恵一 - E.Sitar & Bass : 山田貢司 - Chorus : 奥井雅美 high high high - Programming : Monta - Drums : 大沢一彦 - Guitars : Monta, 加納望 - Bass : 工藤緑矢 - Keyboards : 前田雄吾 - Chorus : 奥井雅美 いいわけ - Programming, Guitars & Bass : YAMACHI - Chorus : 奥井雅美 - Percussion : 大沢一彦 - Chorus : 奥井雅美 眠れない夜がくれたもの - Ac guitars : エスカーゴ エスカーゴ are 山本智幸, 野田智洋 |

## タイアップ
| 曲名        | タイアップ                                              | 補考           |
| ----------- | ------------------------------------------------------- | -------------- |
| HAPPY PLACE | オートバックス コラボレートソング                       | 28thシングル。 |
| HAPPY PLACE | FM MOOV KOBE ヘヴィー・ローテーション                   | 28thシングル。 |
| HAPPY PLACE | FM YOKOHAMA『サマーキャンペーン2002』キャンペーンソング | 28thシングル。 |
| HAPPY PLACE | テレビ大阪『M-VOICE』オープニングテーマ                 | 28thシングル。 |
| HAPPY PLACE | OSAKA USEN440『A-26 STREET RECOMMEND』パワープレイ      | 28thシングル。 |